# مها عطية
مها عطية (1942 - 10 يونيو 2024) هي ممثلة  ومغنية مصرية معتزلة.

## حياتها ونشأتها
ولدت بالقاهرة تخرجت في المعهد العالي للفنون المسرحية وعملت بالمسرح والسينما والتليفزيون.
اعتزلت الفن منذ أكثر من 20 عاما.

## أعمالها[9]
أصل وخمس صور 1997 - مسلسل
الفرسان 1995 - مسلسل
عودة السيد 1995 - سهرة تليفزيونية
الوعد الحق 1993 - مسلسل النابغة زوجة العاص
ألف ليلة وليلة 1992 - مسلسل
فرسان للبيع 1992 - سهرة تليفزيونية
رحلة أبو الوفا 1991 - مسلسل
عودة الهارب 1990 - فيلم مديحة
يوميات مدينة على النيل 1990 - مسلسل
أولادي 1989 - مسلسل
صعاليك ولكن شعراء 1988 - مسلسل إمرأة الحانة
نور الإيمان 1988 - مسلسل
المشروع 1987 - سهرة تليفزيونية
برلمان الستات 1987 - مسرحية تمثيل/براكسا
صائمون والله أعلم 1987 - مسلسل
ع الرصيف 1987 - مسرحية
غداً تدق الأجراس 1987 - مسلسل
وصية رجل مجنون 1987 - فيلم عديلة
الأزواج والصيف (فيلم) 1985 - فيلم
بلاط الشهداء 1985 - مسلسل
خرج ولم يعد 1985 - فيلم زينات
العشرة الطيبة 1983 - مسرحية
الفرسان 1995 - مسلسل (غناء)

## وفاتها
توفيت في 10 يونيو 2024 وشيعت جنازتها بعد صلاة الظهر من مسجد السيدة نفيسة بالقاهرة.